# 元朝官制
元朝官制。元朝是蒙古族建立的朝代，以蒙古贵族为主体的統治体系，如各机构中以蒙古为长，汉人、南人为副。元朝对宗教特别重视（佛教、喇嘛教、道教），而且对手工业、水利等生产部门比较重视。

## 中央官制
- 元代设三公（太师、太傅、太保），为正一品，地位崇高，但并无实权，只是对某些大臣表示尊崇之虚衔。
- 设中书省，有中书令，常以皇太子领任；有右丞相、左丞相，以右为上。有平章事、中书右丞、中书左丞、参政等官（元代有时也设过尚书省，屡设屡废，到元武宗至大四年以后不再设，权归中书省，元不设门下省）。元文宗以后专任右丞相，左丞相或设或不设。
- 中书省下设吏部、户部、礼部、兵部、刑部、工部六部，各有尚书三人及侍郎、郎中、员外郎等官。元世祖时定吏户礼为左三部，兵刑工为右三部。
- 枢密院，有枢密使（或枢密知院）、枢密副使等官。有重大軍事行动时，在有关地点设行枢密院，如西川行枢密院、江南行枢密院、甘肃行枢密院、河南行枢密院、岭北行枢密院等。战事结束，行院撤销。
- 御史台，有御史大夫二人、御史中丞二人及侍御史、治书侍御史等官。御史台称为“内台”，另设江南诸道行御史台、陕西诸道行御史台，这些行台，设官品秩同于“内台”，称为“外台”。
- 宣政院，掌管宗教及直接管理吐蕃之事，有院使、同知、副使等官。在西藏地区设乌斯藏、纳里速、古鲁孙三路宣慰司都元帅府，之下又设若干万户府。
- 翰林兼国史院，有承旨、学士、侍读、侍讲、直学士等官。还有蒙古翰林院。
- 宣徽院，掌管宫内宴会、诸王口粮，有院使、同知等官。
- 元代重视手工业，设各种专门管理机构，如金银器局、染局、泥瓦局、铁局、鞍子局等。
- 元代重视水利、漕运，设都水监、都漕转运使等官以管理。
- 元代重视宗教，对于佛寺大加保护，设总管理机构太禧宗禋院，有院使、副使等官。所属各大寺院设总管府：如南镇国寺设隆禧总管府；大护国仁王寺设会福总管府；大承天护圣寺设龙祥总管府等。

## 地方官制
- 元代地方官制除了中书省直辖的地方（今山东、山西、河北一带称为腹里）以外，在全国分设十一个行中书省，简称“行省”。至元二十七年时，有一百八十五路，三十三府，三百五十九州，四军，十五安抚司，一千一百二十七县。行中书省是中书省的派出机构，实际上是地方最高政权机构。元初有尚书省时，设过行尚书省，后来撤销。每个行中书省都有丞相、平章、右丞、左丞、参知政事、郎中、员外郎、都事等官。行省之下，有设宣慰司，有设肃政廉访司，有设元帅府，有兼设行御史台。
- 行省以下的行政区为路，各路设总管府，规定十万户以上者为上路，十万户以下者为下路，重要地区不论户口多少都是上路。各路设达鲁花赤、总管、同知、治中、判官等官。达鲁花赤都由蒙古族人担任。
- 元代的府，有直属于路的，有直属于行省的，有直属于中书省的。有统管州县的，也有不统州县者。散府有达鲁花赤、知府（府尹）、同知、判官、知事等官。
- 路下设州。州分为上、中、下三等，也是根据户数而定。各州有达鲁花赤、知州、同知等官。
- 州下设县，分为上、中、下三等，有达鲁花赤、县尹、县丞、主簿、县尉、典史等官。
- 元代在一般军民官署都设达鲁花赤。各机构的达鲁花赤均由蒙古族人担任，有时候用色目人。特别是外官，自总管府以至府、州、县的实权，都在达鲁花赤之手。

## 军制
元代军制，军种有蒙古军、探马赤军（各部族之兵）、汉军、新附军（南宋降兵）、匠军以及女真军、契丹军、高丽军、畬军（福建兵）、寸白军（云南兵）。元设右、中、左三卫，前、后二卫，及武卫、隆镇卫等驻防京师，有重大军事行动时，“三卫”出征。各路有万户府统兵。有重要军事行动时，设都元帅府或大都督府，以指挥军事。

## 官位
元代定文散官四十二阶，武散官三十四阶，内侍散官十四阶，司天散官十阶（掌管天文历象），太医散官十五阶（高者称大夫，低者称郎）。设勋十阶：最高为上柱国（正一品），最低为飞骑尉（从五品）。设爵八等：最高为王（正一品），最低为县男（从五品）。
| 爵位               | 官品     |
| 王（金印獸紐）     | 正一品   |
| 王（金印螭紐）     | 正一品   |
| 王（金印駝紐）     | 正一品   |
| 王（金鍍銀印駝紐） | 正一品   |
| 王（金鍍銀印龜紐） | 正一品   |
| 郡王（銀印龜紐）   | 从一品   |
| 國公               | 正二品   |
| 郡公               | 从二品   |
| 郡侯               | 正从三品 |
| 郡伯               | 正从四品 |
| 縣子               | 正五品   |
| 縣男               | 从五品   |